# Love story à l'iranienne
Love story à l'iranienne est une bande dessinée de reportage écrite par Jane Deuxard et dessinée par Zac Deloupy. L'ouvrage recueille des témoignages d'Iraniens au début du XXIe siècle : leurs espoirs, leurs questions, leurs craintes et leurs frustrations face à la société. Beaucoup de ces dialogues portent sur les relations amoureuses et familiales compliquées des interlocuteurs. Composé de 138 pages, l'album est paru en janvier 2016 chez l'éditeur Delcourt dans la collection Mirages. Il se découpe en dix chapitres, chacun correspondant à un témoignage. Il reçoit un accueil critique favorable et vaut aux auteurs le Prix France Info de la bande dessinée d'actualité et de reportage.

## Contexte
Les récits font allusion aux évènements politiques des années 2000-2010 en Iran : dans le cadre de l'élection présidentielle iranienne de 2009, Mir Hossein Moussavi se présente contre Mahmoud Ahmadinejad. Le 13 juin 2009, les résultats officiels annoncent la victoire d'Ahmadinejad. Les autorités sont accusées d'avoir falsifié le scrutin et il s'ensuit vaste mouvement de manifestations dans le pays : les protestations postélectorales iraniennes de 2009, surnommées le « mouvement vert ». Le régime réprime avec brutalité ces contestations. En 2013, Hassan Rohani arrive au pouvoir ; les libertés ne progressent pas. L'ouvrage fait également allusion aux négociations sur l'accord de Vienne sur le nucléaire iranien, qui ont abouti en 2015.

## Synopsis
Le livre comporte dix chapitres, chacun présentant le témoignage d'un ou plusieurs personnages, âgés de 20 à 30 ans, dans diverses villes : Téhéran, Ispahan, Bandar Abbas... Les traditions sociales et l'emprise du régime tissent la trame de fond : « mariages arrangés, conflits familiaux, ou tracas économiques ponctuent leur quotidien », le souvenir de la répression en 2009 étant largement présent. Au fil des interviews, les journalistes relèvent des paradoxes et des ambivalences : les hommes subissent une pression importante face au mariage, certaines femmes plaignent la journaliste de devoir travailler,... Les jeunes sont « pris en étau entre la famille et la loi ».

## Genèse
Jane Deuxard est le pseudonyme d'un couple de journalistes qui, au moment du livre, se trouve en Iran de façon clandestine. En effet, après le mouvement vert, les journalistes ont quitté le pays et ceux qui restent sont surveillés. Afin d'échapper à ce contrôle, Jane Deuxard interroge des passants afin de recueillir des propos spontanés, dans une démarche de mise à l'épreuve des préjugés de la presse occidentale. Or, les Iraniens se montrent très réservés pour débattre de la politique. En revanche, les thèmes de l'amour, du mariage et des traditions familiales reviennent régulièrement dans le discours des interviewés. C'est ainsi que les deux reporters décident d'aborder les interlocuteurs sous cet angle : dans le fil de la discussion, ces Iraniens commentent également la société et le gouvernement. Jane Deuxard craignait qu'un recueil ne connaisse qu'une diffusion confidentielle ; une bande dessinée permet de toucher un large public. En outre, présenter chaque personnage aurait obligé les scénaristes à interpréter la situation. Jane Deuxard a pris plus de mille photos mais, par prudence, aucune ne montre les témoins.
Zac Deloupy (pseudonyme de Serge Prud'homme) est un auteur de bande dessinée né en 1968. Après sa formation à l'École européenne supérieure de l'image (Angoulême), il s'établit en indépendant et collabore avec des agences de communication. En 2004, il co-fonde avec Alep (Michel Jacquet) et Alain Brechbuhl la structure d'édition associative Jarjille, installée à Saint-Étienne. Ses premiers albums sont publiés cette même année. Avec Alep, il réalise la série L'Introuvable (cinq tomes en 2006 et 2013) et il entreprend seul son Journal approximatif (trois volumes entre 2007 et 2012).
Par l'intermédiaire de Nicolas Wild, il entre en contact avec Jane Deuxard sur Facebook en 2014. La création de l'album prend dix-huit mois. Zac Deloupy s'est documenté à partir de lectures, de photos (plus de mille), de films pour s'imprégner du décor et de l'ambiance et imaginer des métaphores graphiques rendant compte des traditions, caractères, situations. Les journalistes se déclarent très satisfaisaits du traitement offert par Deloupy.

## Choix artistiques
Plusieurs chroniques, comme BD Gest' ou Planète BD, rappellent que la société iranienne est décrite dans la célèbre bande dessinée de Marjane Satrapi, Persepolis, publiée entre 2000 et 2003 ; la série a remporté un ample succès public et critique. Pour Love story à l'iranienne, Deloupy emploie « un dessin simple et efficace », avec des touches d'humour bienvenues grâce aux caricatures. BoDoï estime que la mise en scène est « simple et frontale », le dessin « plein de chaleur ». Cette approche « simple et directe », bien qu'adéquate, manque de chaleur selon Bd Best. Le chroniqueur de Ligneclaire.info évoque également l'efficacité du dessin et du découpage. Le Journal du dimanche signale aussi l'humour présent au fil de la narration et les dessins « prégnants, évocateurs, poétiques » dans ce récit où Deuxard et Deloupy montrent « le courage, la lassitude, la rage » des témoins. Livres Hebdo estime que l'œuvre, « sobre et efficace dans sa construction comme dans son graphisme », révèle « un portrait poignant » de la jeunesse iranienne. La Tribune de Genève signale le style semi-réaliste du dessin, un « trait au feutre-pinceau » rappelant Craig Thompson. Afin de sortir d'un schéma intervieweur-interviewé, l'artiste imagine des « métaphores graphiques » pour illustrer les caractères et les situations décrits dans les témoignages, traitement qui reçoit un accueil favorable.
Pour la sécurité des journalistes comme des témoins, il n'y a pas eu d'échange de coordonnées ; l'ouvrage ne connaîtra donc pas de suite et il n'a pas été publié en Iran.

## Accueil critique
L'œuvre est d'abord tirée à 10 000 exemplaires en janvier 2016. Les ventes sont si élevées qu'une nouvelle impression est lancée un mois plus tard et l'accueil critique est très favorable. Love Story à l'iranienne remporte, en janvier 2017, le Prix France Info de la bande dessinée d'actualité et de reportage. L'ouvrage obtient également un prix au festival Sainte-Enimie BD.